# مسجد مولاي المهدي
مسجد مولاي المهدي يقع في مدينة سبتة في إسبانيا، ويعتبر أكبر المساجد في مدينة سبتة.

## التاريخ
بدأ بناء المسجد عام 1939، اكتمل بناؤه عام 1940، تم افتتاحه في 18 يوليو 1940، وفي عام 2017، تم تجديد المبنى.